# Miguel Company
Miguel Company Chumpitazi (Lima, 12 de enero de 1945) es un entrenador de fútbol peruano, además fue un futbolista (1966 - 1973) y comentarista deportivo. Su último trabajo como entrenador fue en Sport Huancayo de la Primera División del Perú.
Es hincha confeso del Club Centro Deportivo Municipal.

## Trayectoria

### Como jugador
Como futbolista jugó en Defensor Arica, en Octavio Espinosa, en USA, Juan Aurich y José Gálvez.
Participó en el Sudamericano Sub-20 de Paraguay en 1967.

### Como entrenador
Dirigió por primera vez en el torneo Profesional Peruano en 1985 con Asociación Deportiva Tarma donde Enrique La Rosa era directivo, a mediados de ese año entrenó en Juventud La Joya, luego dirigió en Unión Huaral en verano del 86 aún por el torneo 85 y al recién ascendido Hungaritos Agustinos de Iquitos en 1986.
En 1987 llegó a Sporting Cristal hasta mediados de septiembre de 1988 (luego de la gira a Corea del Sur por la Copa Presidente). En su paso por el cuadro 'celeste' Company obtuvo la Copa Marlboro en USA en agosto de 1988 luego de derrotar al Benfica por penales 5-4 y al Barcelona de Ecuador 4-0.
Company dirigió a diversos equipos de primera, lo más resaltante fue el título del Regional I obtenido con Sport Boys en 1990 y el Torneo Apertura obtenido con Universitario de Deportes en 1999.

### Selección Peruana
Ha dirigido a la selección de fútbol del Perú en 2 Copas América (1991 y 1995), a la selección de fútbol de Honduras entre los años 1997 y 1998, y a la selección de fútbol de Cuba desde el año 2000 hasta el 2004. 
Entre sus últimas noticias, Miguel pretendía postular como director técnico de la Selección de fútbol de Venezuela para la clasificatoria al Mundial del 2010, después que Richard Páez renunciara a dicho cargo, pero posteriormente la Federación Venezolana de Fútbol optaría por César Farías. En 2010 es contratado para dirigir en su país luego de 11 años al Sport Boys de la Primera División del Perú. Se mantuvo en el cargo hasta junio del 2011. En diciembre de 2011 fue nombrado entrenador del Sport Huancayo hasta abril del 2012 retirándose por problemas de salud vinculados con la altura.

#### Participaciones en Copas Internacionales
| Copa              | Sede                    | Resultado        |
| ----------------- | ----------------------- | ---------------- |
| Copa América 1991 | Chile                   | Primera fase     |
| Copa América 1995 | Uruguay                 | Primera fase     |
| Copa de Oro 1998  | Estados Unidos          | Primera fase     |
| Copa de Oro 2002  | Estados Unidos          | Primera fase     |
| Copa de Oro 2003  | Estados Unidos y México | Cuartos de final |

## Clubes

### Como jugador
| Club               | País           | Año         |
| ------------------ | -------------- | ----------- |
| Defensor Arica     | Perú           | 1966 - 1967 |
| Chicago Mustangs   | Estados Unidos | 1968        |
| Olimpic de Indiana | Estados Unidos | 1969        |
| Octavio Espinosa   | Perú           | 1970        |
| Juan Aurich        | Perú           | 1971 - 1972 |
| José Gálvez        | Perú           | 1973        |

### Como asistente técnico
| Club                 | País      | Año         |
| -------------------- | --------- | ----------- |
| Tercera de España    | España    | 1979 - 1980 |
| Segunda de Marruecos | Marruecos | 1981        |
| Segunda de España    | España    | 1982        |
| Segunda de Francia   | Francia   | 1983 - 1984 |

### Como entrenador
| Club                            | País       | Año         |
| ------------------------------- | ---------- | ----------- |
| Asociación Deportiva Tarma      | Perú       | 1985        |
| Juventud La Joya                | Perú       | 1985        |
| Unión Huaral                    | Perú       | 1986        |
| Hungaritos Agustinos            | Perú       | 1986        |
| Sporting Cristal                | Perú       | 1987 - 1988 |
| Alianza Lima                    | Perú       | 1989        |
| Sport Boys                      | Perú       | 1990 - 1991 |
| Selección de fútbol del Perú    | Perú       | 1991        |
| Deportivo Cali                  | Colombia   | 1991 - 1993 |
| Selección de fútbol del Perú    | Perú       | 1994 - 1995 |
| Tiburones Rojos de Veracruz     | México     | 1996 - 1997 |
| Selección de fútbol de Honduras | Honduras   | 1997 - 1998 |
| Universitario                   | Perú       | 1999        |
| Deportivo Saprissa              | Costa Rica | 2000        |
| Selección de fútbol de Cuba     | Cuba       | 2000 - 2004 |
| Sport Boys                      | Perú       | 2010 - 2011 |
| Sport Huancayo                  | Perú       | 2012        |

## Palmarés

### Como entrenador
| Título               | Club             | País | Año  |
| -------------------- | ---------------- | ---- | ---- |
| Copa Marlboro en USA | Sporting Cristal | Perú | 1988 |
| Torneo Regional I    | Sport Boys       | Perú | 1990 |
| Torneo Apertura      | Universitario    | Perú | 1999 |